# Tiempo compartido
Tiempo compartido (Engelstalige titel: Time Share) is een Mexicaans-Nederlandse film uit 2018, geregisseerd door Sebastián Hofmann.

## Verhaal
Pedro en Eva komen toe in het megaresort Vistamar om een gezonde tijd door te brengen. Nadat ze samen met hun jonge zoon hebben ingecheckt in hun private villa, staat een andere familie aan hun deur. Het blijkt dat het onderkomen per vergissing dubbel geboekt werd. De gezinnen genieten van de zwembaden en de activiteiten en worden verzorgd door een groep 'vrijetijdsdeskundigen', waaronder Andres en Gloria, een vervreemd stel van middelbare leeftijd. Pedro begint paranoïde tekenen te vertonen en denkt dat zijn familie van hem wordt verjaagd. Samen met Andres gaat hij op zoek naar een sinister complot in het paradijselijk resort.

## Rolverdeling
| Acteur                 | Personage |
| ---------------------- | --------- |
| Luis Gerardo Méndez    |           |
| Miguel Rodarte         |           |
| Andrés Almeida         |           |
| Cassandra Ciangherotti |           |
| Montserrat Marañon     |           |
| RJ Mitte               | Tom       |

## Release
Tiempo compartido ging op 20 januari 2018 in première op het Sundance Film Festival in de World Cinema Dramatic Competition.